# Kýros Vassáras
Kýros Vassáras (en grec : Κύρος Βασσάρας), né le 1er février 1966, est un arbitre grec international de football depuis 1998. Il a dirigé son premier match international en 1999, entre l'Autriche et Saint-Marin.
Il a été sélectionné pour participer à l'Euro 2008.